# Palazuelos de la Sierra
Palazuelos de la Sierra – gmina w Hiszpanii, w prowincji Burgos, w Kastylii i León, o powierzchni 15,74 km². W 2011 roku gmina liczyła 66 mieszkańców.